# Legatar (drept)
În drept, un legatar este o persoană căreia i se oferă ca moștenire un legat în cadrul unui testament. Legatul este ales de mort în timpul vieții sale, însă nu are parte de patrimoniul desemnat lui decât după decesul acestuia.